# Emma Mitchell
Emma Mitchell (* 19. September 1992 in Kirkcaldy) ist eine schottische Fußballspielerin, die beim englischen Club Arsenal LFC unter Vertrag steht und seit 2011 für die schottische Nationalmannschaft spielt. Sie ist flexibel in Abwehr und Mittelfeld einsetzbar.

## Werdegang

### Verein
Mitchell begann ihre Karriere beim Team der St Johnstone Girls und wechselte im Sommer 2008 – gemeinsam mit ihrer Nationalmannschaftskollegin Lisa Evans – zum schottischen Meister Glasgow City LFC. Mit Glasgow gewann sie von 2009 bis 2012 insgesamt viermal die Meisterschaft, zweimal den Schottischen Pokal sowie einmal den Ligapokal. In wettbewerbsübergreifend 58 Spielen für ihren Verein stand sie in der Startelf und erzielte 52 Tore. In der Champions-League-Saison 2011/12 erreichte Mitchell mit ihrer Mannschaft das Achtelfinale, schied dort aber gegen den deutschen Meister 1. FFC Turbine Potsdam mit 0:17 nach Hin- und Rückspiel aus.
Im Januar 2013 unterschrieb Mitchell einen Vertrag beim Bundesligisten SGS Essen, für den sie am 3. Februar 2013 im Heimspiel gegen den FCR 2001 Duisburg debütierte. Nach nur gut vier Monaten kehrte sie Deutschland den Rücken und wechselte im Sommer 2013 zum Arsenal LFC in die englische WSL. Mit Arsenal gewann sie in ihrer ersten Saison den FA Cup und FA WSL Cup, als Dritter der Liga verpasste die Mannschaft jedoch die Qualifikation zur Champions League.

### Nationalmannschaft
Mitchell war Kapitänin der schottischen U-17- und U-19-Nationalmannschaft. 2010 qualifizierte sie sich mit der U-19-Nationalmannschaft für die Europameisterschaft in Mazedonien, wo die Mannschaft jedoch bereits in der Vorrunde scheiterte. Am 18. Mai 2011 gab sie im Alter von 18 Jahren im Freundschaftsspiel gegen Frankreich ihr Debüt für die schottische Nationalmannschaft und erzielte am 4. August 2012 gegen Island ihr erstes Länderspieltor. In der Qualifikation zur Europameisterschaft 2013 erreichte sie mit ihrer Mannschaft die Ausscheidungsspiele um die Teilnahme an der Endrunde, scheiterte dort jedoch knapp an Spanien.

## Erfolge
- FA-Cup-Siegerin 2014 (mit Arsenal LFC)
- FA-WSL-Cup-Siegerin 2013 (mit Arsenal LFC)
- Schottische Meisterin 2009, 2010, 2011, 2012 (mit Glasgow City LFC)
- Schottische Pokalsiegerin 2009, 2011, 2012 (mit Glasgow City LFC)
- Schottische Ligapokalsiegerin 2009, 2012 (mit Glasgow City LFC)